# Weidehalmuiltje
Het weidehalmuiltje (Mesapamea secalella) is een vlinder uit de familie van de uilen (Noctuidae). De wetenschappelijke naam werd gepubliceerd in 1983 door Remm. De wetenschappelijke naam geldt als vervanging voor Mesapamea didyma auct.; ten onrechte werd een synoniem van de sterk gelijkende halmrupsvlinder (Mesapamea secalis) gebruikt.
De voorvleugellengte bedraagt 11 tot 16 mm. De vlinder lijkt sterk op de licht grotere halmrupsvlinder en vaak is onderzoek van de genitaliën nodig om een zekere determinatie te verkrijgen. 
De vliegtijd is van halverwege juni tot halverwege augustus in één jaarlijkse generatie. 
De soort komt voor in Europa en Turkije.